# Aubree Munro
Aubree Munro Watson (Brea, 4 de outubro de 1993) é uma jogadora de softbol estadunidense, que joga na posição de receptor (catcher).

## Carreira
Munro compôs o elenco da Seleção dos Estados Unidos de Softbol Feminino nos Jogos Olímpicos de Verão de 2020 em Tóquio, onde conquistou a medalha de prata após confronto contra a equipe japonesa na final da competição.